# Unión Ciclista Internacional

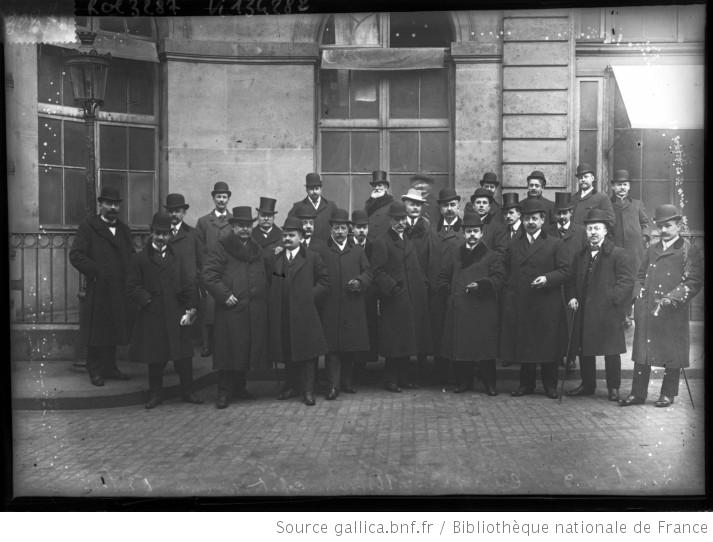
Miembros del Congreso de la UCI en 1909.

La Unión Ciclista Internacional (UCI) (en francés: Union Cycliste Internationale) es la asociación de federaciones nacionales de ciclismo. Fue creada el 14 de abril de 1900 en París, integrando inicialmente a las federaciones de Francia, Bélgica, Italia, Suiza y Estados Unidos de América, siendo su primer presidente el belga Emile de Beukelaer.
Actualmente, la sede de la UCI está en Aigle (Suiza), ubicada en el edificio principal de las modernas instalaciones del World Cycling Centre, un complejo dedicado a la formación de ciclistas. El presidente en funciones es, desde septiembre de 2017, el francés David Lappartient.

## Introducción

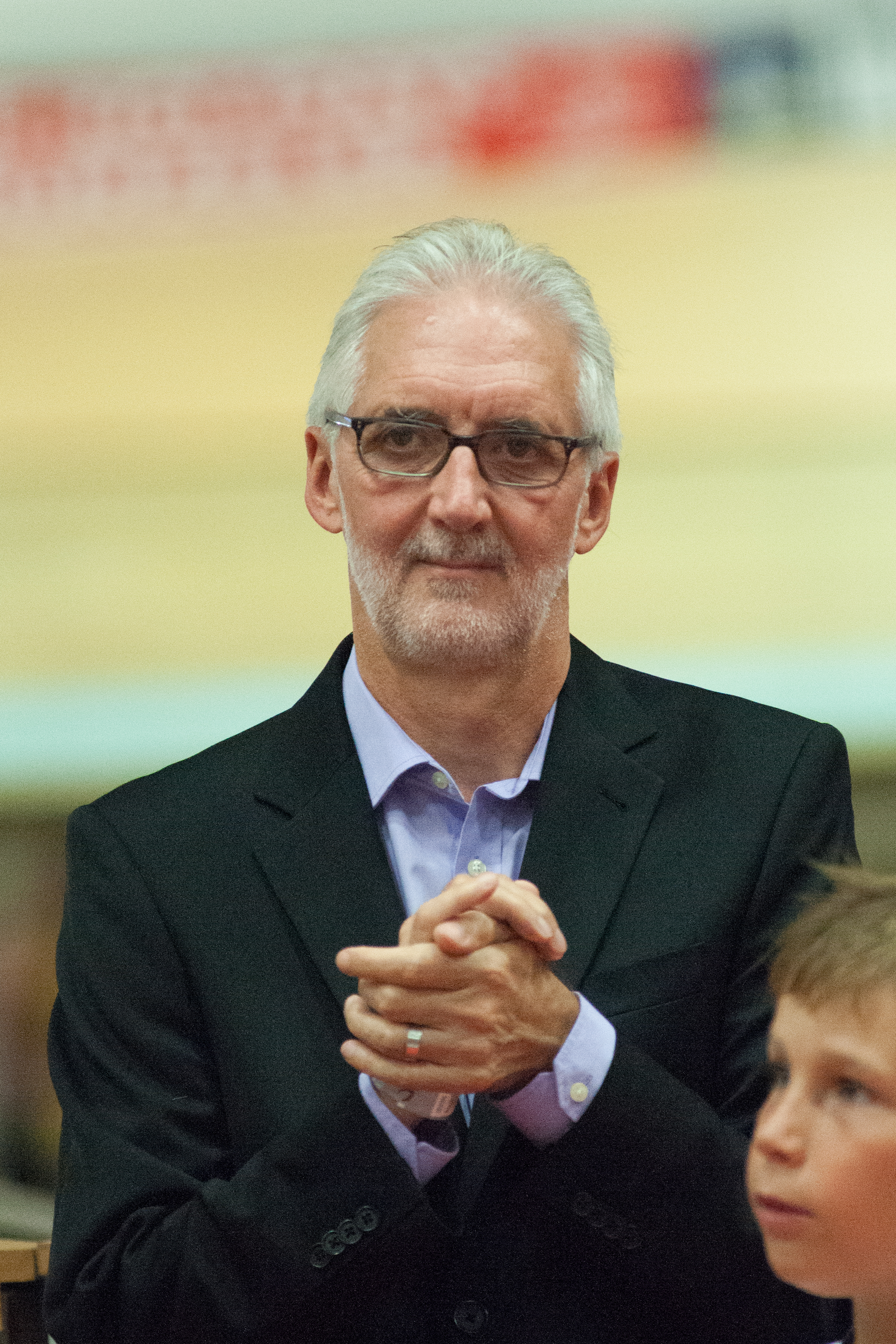
Brian Cookson, expresidente en el período 2013-2017.

La UCI ofrece licencias a corredores y organiza unas reglas disciplinarias, como por ejemplo en asuntos de dopaje. También controla la clasificación de las carreras y el sistema del ranking de puntos en varias disciplinas ciclistas, como la montaña, carretera y contrarreloj, para ambas competiciones masculinas y femeninas, ya sean amateur o profesional. Además, supervisa los Mundiales en varias disciplinas y diferentes categorías, en donde compiten los países en vez de los equipos. Los ganadores de estas carreras tienen el derecho de portar un jersey especial con el color del arcoíris ("maillot arcoíris") el año siguiente

## Historia

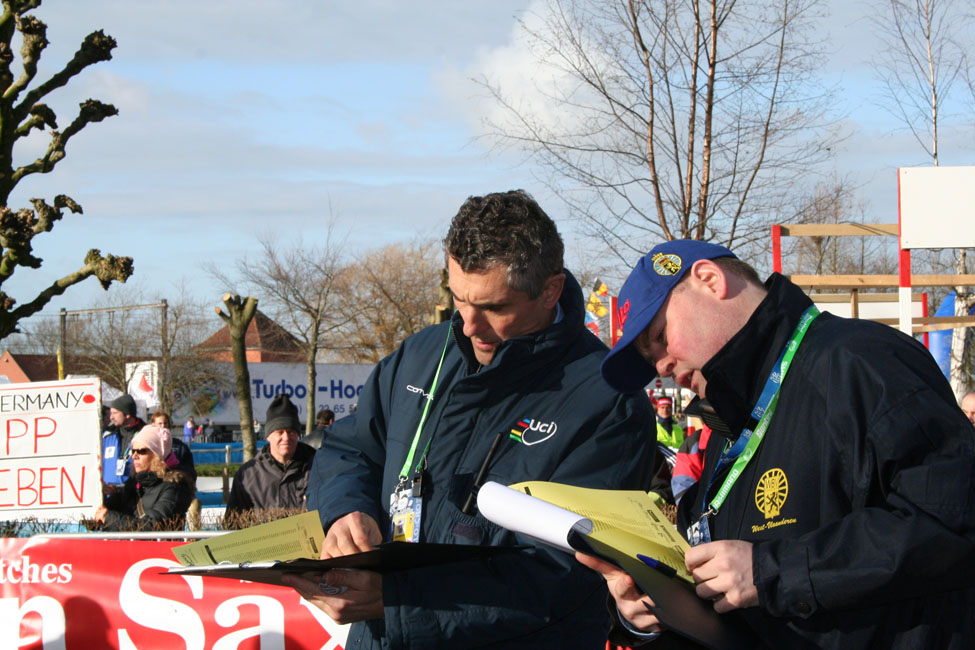
Comisario de la UCI.

La UCI fue fundada el 14 de abril de 1900 en París por las organizaciones ciclistas nacionales de Bélgica, Estados Unidos, Francia, Italia y Suiza.
En 1965, bajo la presión del Comité Olímpico Internacional, la UCI se dividió en la "Federación Internacional Amateur de Ciclismo" (FIAC) y la "Federación Internacional de Ciclismo Profesional" (FICP), coordinando la UCI ambas instituciones. La amateur se fijó en Roma, la profesional en Luxemburgo, y la UCI en Ginebra.
La Federación Amateur era la más extensa de ambas organizaciones, con 127 miembros de los cinco continentes. Era dominada por los países del este europeo, que eran básicamente amateurs. Además, representaba al ciclismo en los Juegos Olímpicos, y solo competían contra los miembros de la Federación Profesional en raras ocasiones.
En 1992, la UCI unificó a la FIAC y la FICP, fusionándose dentro de la UCI. La organización conjunta se trasladó a Lausana.
En el 2004, la UCI construyó un nuevo velódromo de 200 metros en el centro mundial de ciclismo.

### Funciones
La UCI, a medida que ha ido avanzando y evolucionando en el tiempo ha ido modificando y ampliando sus funciones en el ámbito ciclista, al tratarse del máximo estamento del mismo. Sin embargo, siempre ha habido un objetivo principal desde sus comienzos allá por el año 1900: promover y favorecer el ciclismo como deporte y al colectivo de ciclistas que llevan a cabo la práctica del mismo. En cuanto al resto de funciones principales, se enumeran a continuación:
- Revisar y mejorar en el caso de ser necesario el reglamento actual del ciclismo internacional.
- Llevar a cabo un plan para el programa de formación ciclista.
- Organizar pruebas ciclistas y campeonatos para reforzar el ciclismo y la competición en el mismo.
- Revisar el calendario ciclista internacional para el correcto funcionamiento y la viabilidad de las pruebas en función de los requerimientos que se presentan a lo largo de la temporada ciclista.
- Mantener las relaciones con el Comité Olímpico Internacional para la colaboración en la organización de todo lo relacionado con los futuros eventos relativos a ciclismo en cada una de las ediciones de los Juegos Olímpicos.
- Potenciar y fomentar la lucha contra el dopaje en el ciclismo.

### Especialidades
Bajo la tutela de la UCI, se agrupan las especialidades siguientes:
- Ciclismo en ruta
- Ciclismo en pista
- Ciclismo de montaña
- Ciclocrós
- Ciclismo BMX
- Trial
- Ciclismo artístico
- Ciclismo adaptado
- Ciclobol
- Gravel

### Salón de la Fama de la UCI
Dentro de la labor de preservar el patrimonio histórico de las competiciones ciclistas, la UCI creó en el año 2002 el denominado Salón de la Fama de la UCI, en cuya Sesión Inaugural se rindió homenaje a 57 ciclistas destacados de todas las especialidades.

### Controversias

#### Tipos de bicicleta
La UCI se ha visto envuelta en ciertas polémicas asociadas con su decisión a la hora de elegir el tipo de bicicletas a usarse. Por ejemplo, decidió abolir el uso de bicicletas reclinadas desde el 1 de abril de 1934, además de perjudicar a Graeme Obree durante la década de los 90, al no permitir las bicicletas con el cuadro sin tubo bajo el asiento en el año 2000.

#### Dopaje
La UCI se ha visto involucrada en varios casos controvertidos sobre información respecto a casos de dopaje, sobre todo por su médico Mario Zorzoli que primero filtró resultados de controles sobre Lance Armstrong y después se vio involucrado en la Operación Puerto teniendo el jefe de la red de dopaje, Eufemiano Fuentes, distinta información para contactar con él.
Sin embargo, la UCI comenzó en serio su implicación en los asuntos del dopaje con el caso Festina en el año 1998, el cual dio paso a una vorágine de sucesos posteriores. Fue uno de los primeros casos en el que se produjeron severas sanciones a las personas imputadas. Así, el equipo Festina se vio expulsado del Tour de Francia en el que estaba participando una vez se descubrieron sustancias dopantes en el seno del equipo. De la misma manera, una serie de equipos participantes también fueron registrados en el trascurso de dicho Tour de Francia, entre ellos el ONCE-Deutsche Bank, Lotto, TVM, Casino y Big Mat. 
Esta circunstancia trajo una serie de reacciones, y en solidaridad con los equipos a los que se efectuaron los mencionados registros, una serie de equipos participantes en la ronda gala decidieron abandonar en aquellos momentos: Banesto, Kelme, ONCE-Deutsche Bank, Riso Scotti, Vitalicio Seguros y Saeco. Antes de acabar la carrera los miembros restantes del equipo TVM también decidieron abandonar la carrera por las problemáticas surgidas en su equipo con los registros de la gendarmería.

## Organización

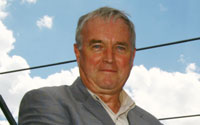
Patrick McQuaid, expresidente de la UCI.

La estructura jerárquica de la federación está conformada por el presidente, el secretario general y los vicepresidentes, el Congreso (efectuado cada año), el Cuerpo Ejecutivo y los Comités Técnicos.
El presidente en funciones es David Lappartient de la Francia. Lappartient llegó a la presidencia tras derrotar al anterior presidente, Brian Cookson, en las elecciones celebradas durante el mundial de Bergen 2017.

### Presidentes
| N.º | Periodo   | Nombre             | País         |
| --- | --------- | ------------------ | ------------ |
| 1   | 1900–1922 | Emile de Beukelaer | Bélgica      |
| 2   | 1922–1936 | Léon Breton        | Francia      |
| 3   | 1936–1939 | Max Burgi          | Suiza        |
| 4   | 1939–1947 | Alban Collignon    | Bélgica      |
| 5   | 1947–1958 | Achille Joinard    | Francia      |
| 6   | 1958–1981 | Adriano Rodoni     | Italia       |
| 7   | 1981–1990 | Luis Puig          | España       |
| 8   | 1991–2005 | Hein Verbruggen    | Países Bajos |
| 9   | 2005–2013 | Patrick McQuaid    | Irlanda      |
| 10  | 2013–2017 | Brian Cookson      | Reino Unido  |
| 11  | 2017–     | David Lappartient  | Francia      |

### Federaciones continentales
En 2022 la UCI cuenta con la afiliación de 201 federaciones nacionales repartidas en 5 confederaciones continentales:
| Nombre                                 | Siglas   | Sede                  | N.º fed. | Pág. web |
| -------------------------------------- | -------- | --------------------- | -------- | -------- |
| Confederación Africana de Ciclismo     | (CAC)    | El Cairo (Egipto)     | 49       |          |
| Confederación Panamericana de Ciclismo | (COPACI) | La Habana (Cuba)      | 39       |          |
| Confederación Asiática de Ciclismo     | (ACC)    | Seúl (Corea del Sur)  | 41       |          |
| Unión Europea de Ciclismo              | (UEC)    | Aigle (Suiza)         | 50       |          |
| Confederación Ciclista de Oceanía      | (OCC)    | Melbourne (Australia) | 5        |          |

### Federaciones nacionales
| África (CAC) | América (COPACI) | Asia (ACC) | Europa (UEC) | Oceanía (OCC)                     |
| --- | --- | --- | --- | --------------------------------- |
| Argelia · Angola · Benín · Burkina Faso · Burundi · Camerún · Cabo Verde · Comoras · República del Congo · Costa de Marfil · Egipto · Eritrea · Etiopía · Gabón · Guinea · Kenia · Libia · Madagascar · Malaui · Mali · Marruecos · Mauricio · Namibia · Níger · Nigeria · Ruanda · Senegal · Seychelles · Sierra Leona · Sudáfrica · Sudán · Togo · Túnez · Uganda · Zambia · Zimbabue | Antigua y Barbuda · Antillas Neerlandesas · Argentina () · Aruba · Bahamas · Barbados · Belice · Bermudas · Bolivia · Brasil · Islas Caimán · Canadá · Chile () · Colombia () · Costa Rica · Cuba · República Dominicana · Ecuador () · El Salvador · Estados Unidos () · Granada · Guatemala () · Guyana · Haití · Honduras · Islas Vírgenes de los Estados Unidos · Jamaica · México FEMECI() · Nicaragua () · Panamá () · Paraguay () · Perú () · Puerto Rico () · San Cristóbal y Nieves · San Vicente y las Granadinas · Santa Lucía · Surinam · Trinidad y Tobago · Uruguay () · Venezuela () | Arabia Saudita · Baréin · Bangladés · Brunéi · China · Corea del Sur · Corea del Norte · EAU · Filipinas · Hong Kong · India · Indonesia · Irán · Irak · Japón · Jordania · Kazajistán · Kuwait · Kirguistán · Laos · Líbano · Macao · Malasia · Mongolia · Birmania · Nepal · Omán · Pakistán · Catar · Singapur · Sri Lanka · Siria · Tailandia · China Taipéi · Timor Oriental · Turkmenistán · Uzbekistán · Vietnam · Yemen | Albania · Alemania · Andorra · Armenia · Austria · Azerbaiyán · Bélgica · Bielorrusia · Bosnia y Herzegovina · Bulgaria · Chipre · Croacia · Dinamarca · Eslovaquia · Eslovenia · España () · Estonia · Finlandia · Francia · Georgia · Grecia · Hungría · Irlanda · Islandia · Israel · Italia · Kosovo · Letonia · Liechtenstein · Lituania · Luxemburgo · Macedonia del Norte · Malta · Moldavia · Mónaco · Montenegro · Noruega · Países Bajos · Polonia · Portugal · Reino Unido · República Checa · Rumania · Rusia · San Marino · Serbia · Suecia · Suiza · Turquía · Ucrania · Ciudad del Vaticano | Australia Fiyi Guam Nueva Zelanda |

## Competiciones
La UCI organiza los campeonatos del mundo de ciclismo, cuya administración otorga a los países miembros. Los primeros campeonatos fueron de ruta y de pista. En un principio, se asignaban a los países miembros por turnos, a condición de que el país fuera considerado competente y pudiera garantizar la venta de entradas. Un país al que se le concediera un campeonato o una serie de campeonatos debía pagar a la UCI el 30% de los ingresos por entradas de la pista y el 10% de la carretera. De esta cantidad, la UCI se quedaba con el 30% y entregaba el resto a las naciones competidoras en proporción al número de eventos en los que se competía. La mayor recaudación en esta época de preguerra fue de 600.000 francos en París en 1903.
Originalmente había cinco campeonatos: sprint amateur y profesional, carrera de carretera amateur y profesional, y carrera profesional de velocidad de motor. La carrera en carretera era tradicionalmente una salida masiva, pero no tenía por qué serlo: Gran Bretaña organizó su campeonato de carretera antes de la guerra como una contrarreloj, ya que la Unión Nacional de Ciclistas creía que era mejor correr las carreras contra el reloj, y sin publicidad antes de la salida, para evitar la atención de la policía. Los organizadores europeos continentales preferían generalmente las carreras masivas en circuitos, vallados en todo el recorrido o a lo largo de la meta para cobrar la entrada.
La UCI organiza en la actualidad numerosas competiciones mundiales de ciclismo, entre ellas:
- Campeonato Mundial de Ciclismo BMX
- Campeonato Mundial de Ciclismo en Ruta
- Campeonato Mundial de Ciclismo en Ruta Adaptado
- Campeonato Mundial de Ciclismo en Pista
- Campeonato Mundial de Ciclismo en Pista Adaptado
- Campeonato Mundial de Ciclismo de Montaña
- Campeonato Mundial de Ciclismo en Grava
- Campeonato Mundial de Ciclismo Urbano
- Campeonato Mundial de Ciclismo Indoor
- Campeonato Mundial de Ciclismo Esports
- Campeonato Mundial de Ciclismo de nieve
- Campeonato Mundial de Trials
- Campeonato Mundial de Ciclocrós
- Copa del Mundo de Ciclocrós
- Copa del Mundo de ciclismo en pista

### Maillot arcoíris
El ganador de un título del Campeonato del Mundo de la UCI recibe un maillot arcoíris, blanco con cinco bandas de colores en el pecho.  Este maillot sólo se puede usar en la disciplina, especialidad y categoría de competición en la que se concedió, y caduca el día anterior a la siguiente prueba del campeonato del mundo.  Los antiguos campeones pueden llevar ribetes de arco iris en los puños y el cuello de su ropa.

### Récords
Los récords originales eran en pista: sin ritmo, con ritmo humano y con ritmo mecánico. Se promovían para tres clases de bicicletas: solas, tándems y máquinas inusuales como las que ahora se conocen como recumbentes, en las que el ciclista va en posición horizontal. Las distancias eran imperiales y métricas, desde 440 yardas y 500 metros hasta 24 horas. La UCI prohibió la bicicleta recumbente en las competiciones y en los intentos de récord el 1 de abril de 1934. Los cambios posteriores incluyeron restricciones a las posiciones de conducción del tipo que afectó a Graeme Obree en la década de 1990 y la prohibición en 2000 de todos los cuadros que no tuvieran tubo de sillín.

## Control de bicicletas
La UCI lleva a cabo un control exhaustivo de los materiales utilizados por los equipos para una correcta cumplimentación de la normativa y el fair play. Por ello, se tienen que cumplir una serie de verificaciones en lo referente a los siguientes aspectos:
- Reglamento Técnico de la UCI
- Control de las bicicletas contra-reloj
- Accesorios (compás, plomada, etc.)

De esta manera, se trata de garantizar la máxima igualdad en la práctica del ciclismo de forma que el ciclista que resulte ganador de las pruebas lo será tan sólo gracias a sus méritos propios, y no por la ayuda de una máquina. Así, y de la mano de los principios de la Carta de Lugano, se asegura la protección de la cultura, la historia y la imagen del ciclismo.